# Салават Юлаєв
Салава́т Юла́єв (башк. Салауат Юлай улы; *16 червня 1754 — †8 жовтня 1800) — башкирський національний герой, один з керівників Повстання Пугачова.

## Біографія
Народився Салават Юлаєв 16 червня 1754 р. в с. Текеєво Шайтан-Кудейської волості Сибірської даруги (нині Салаватський район, Республіка Башкортостан). Син Юлая Азналіна. За свідченням сучасників, Салават Юлаєв був середнього зросту, легкий і стрункий. Володів російською мовою. Ріс фізично міцним. Володіючи неабиякою силою і сміливістю, в 14 років з одним кинджалом ходив на ведмедя. З юних років розкривається й поетична обдарованість.
У 17 років (1771-72) прийняв посаду старшини Шайтан-Кудейської волості.

## Участь у повстанні Пугачова

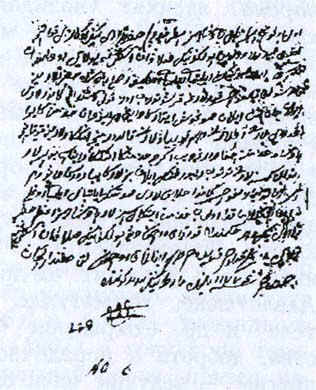
Наказ Салавата Юлаєва сотникові Ілятбаю Ілімбаєву про набір жителів у загін 23 березня 1774

У листопаді 1773 приєднався до селянського повстання під проводом Пугачова. Салават Юлаєв здійснював керівництво селянськими вогнищами повстанської боротьби (у районі Красноуфімська і Кунгура), поширював пугачовські відозви серед населення Уфимського і кунгурского повітів, постачав Головне повстанське військо «грошовою скарбницею», провіантом, спорядженням, займався мобілізацією воїнів. Проявив себе талановитим воєначальником. На Північному сході Башкирії формував повстанські загони. У грудні 1773 Пугачов справив Салавата Юлаєва в полковники, в червні 1774 — у бригадири. Салават Юлаєв був тричі тяжко поранений (в боях під Оренбургом, Кунгуром і Осою).
На зайнятій території Пугачов та його сподвижники розпускали органи місцевої влади і встановлювали козачі порядки. У кінці березня — початку квітня 1774 урядовим військам вдалося завдати серйозної поразки основним повстанським силам під Оренбургом, Уфою, Мензелінським, Кунгуром, Красноуфімськом, Челябінськом і в районі Катеринбурзьких заводів. На 2-му етапі основні події розгорнулися на території Башкирії. У районі Стерлітамацької пристані боротьбу з каральними загонами вів Каранай Муратов.
Військове командування і місцева влада розглядали Башкирію як місце, куди Пугачов міг повернутися за підтримкою. Із наближенням Головного війська Пугачова посилилася боротьба на Осінській і Казанській дорогах.
У цей час у повстанні Пугачова очолював башкирський народ народний герой Салават Юлаєв, який йшов зі сходу на Уфу. Сюди ж прямували і повстанці Казанської дороги. Щоб ізолювати Башкирію від Пугачова, уряд виставив заслони по лінії Кичуйський фельдшанець — Черемшан-Білярськ (генерал Міллер) і Бугульма — Мензелінськ (полковник Кожин). Командувач арміями князь Щербатов переніс свою ставку до Бугульми, командувач князь Голіцин — у Нагайбакську фортецю (на річці Ік), вони зосередили в Мензелінську великі сили.
25 серпня під Царицином Головне військо повстанців зазнало поразки і перестало існувати. Уфа повстанцями не була взята, повсталі в Східному Закам'ї за допомогою «служивих людей» були переможені. В Уфі були страчені І.Чіка-Зарубін та І. Губанов. Захоплення в полон ватажків повстання, концентрація в Башкирії урядів, військ і перехід багатьох старшин у каральні загони змусили повстанців відмовитися від походу на Уфу.
Після поразки повстання та арешту Пугачова Салават Юлаєв продовжував боротьбу проти урядових військ. Воєначальник генерал Потьомкін звернувся до Салавата з наказом припинити опір і прийти з повинною. Салават знехтував цією вимогою, і повстання в Башкирії було придушене тільки після прибуття сюди генерал-поручика Олександра Суворова. На жаль, сили були нерівними. Після затримання башкирських ватажків в кінці вересня і взяття в полон Салавата Юлаєва 25 листопада 1774 недалеко від села Міндішево Шайтан-Кудейської волості повстання в Башкирії пішло на спад.

## Каторга
Після тривалого слідства в Уфі, Казані, Москві, Оренбурзі і знову в Уфі за вироком від 15 липня 1775 разом з батьком був підданий покаранню батогом (175 ударів), вирізанню ніздрів і клеймуванню знаками “З" (“злодей"), “Б" (“бунтовщик"), “И" (“изменник") — «лиходій», «бунтівник», «зрадник», на лобі і на щоках. 2 жовтня 1775 Салават Юлаєв і 7 соратників Пугачова були заслані на довічну каторгу до міста Балтийский порт (до 1762 р. фортеця Рогервік, нині м. Палдіскі, Естонія), 10 бунтівників — на поселення в Кольський острог. З волі Катерини II, за спеціальним маніфестом від 17 березня 1775 року, імена пугачовців повинні «піддати вічному забуттю, глибокому мовчанню». Через цей маніфест влада на місцях переслідувала всіх, хто виголошував імена бунтівників.
Проте дух народу, дух Салавата не були зломлені. Він відповідав високому покликанню до кінця свого земного життя — до смерті на каторзі 26 вересня 1800.

## Наслідки повстання
Розгром повстання Пугачова послабив, але не придушив народний рух. У ряді місцевостей Татарстану і Башкирії знову відбулися великі масові виступи. Так, вже після повстання А. С. Пушкін зауважує: «У 1783 році було надіслано із них (уральських козаків) 500 людей до Мензелінська для упокорення бунтуючих башкирців».
Побоюючись нових селянських виступів, уряд в 1798 році приписав всіх башкирів до військовослужбового Козачого стану, феодалам надав військові звання. Так виникло Башкирське (Башкирсько-Мещеряцьке) військо, а територія краю отримала кантонну систему управління.

## Творчий доробок
У творчому доробку Салавата Юлаєва відомі понад 500 поетичних рядків. У віршах «Битва» («Яу»), «Стріла» («Ук»), «Юнакові-воїну» («Егетке») звучить заклик до боротьби з гнобителями; вірші «Мій Урал» («Урали»), «Рідна країна» («Тиуган мул»), «Соловей»(«андугас») відображені високі почуття любові до рідної землі, «Зулейха» («Зулейха») — до жінки.
В одному з останніх віршів Салават вигукнув: «Ні, не помер я, башкири!» Слова ці виявилися пророчими.
Окремі твори Салавата Юлаєва перекладені багатьма мовами світу, зокрема, й українською. Так, Петро Ребро переклав його вірші «Рідна сторона», «Соловей», «Стріла», «Кош», а Микола Лиходід — «Мій Урал» і «Зюлейха».

## Вшанування

Герб Республіки Башкортостан

У пам'яті народу Салават Юлаєв — поет, полководець — нескорений титан, що ніс на своїх плечах гори надій, а в полум'яному серці — волелюбний дух башкирів.
Його ім'ям названо в Башкортостані місто Салават, район, вулиці, парки, культурно-просвітницькі установи, хокейна команда. Відкрито музей в с. Малояз.
Образ Салавата Юлаєва увічнили в башкирській та російській народній творчості, в творах російських, башкирських, татарських, казахських, чуваських, марійських письменників, в башкирській національній опері, драматургії, живописі і скульптурі. У 1967 засновано Премію БАРСР ім. Салавата Юлаєва за найкращі твори в галузі літератури, мистецтва і архітектури (з 1992 зветься «Державна премія Республіки Башкортостан імені Салавата Юлаєва»).
У місті Палдіскі, де помер Салават Юлаєв, є пам'ятник та музей. Також названо вулицю, де знаходяться каменоломні, на яких він працював під час заслання.
Вулиця Салавата Юлаєва у Києві.